# 楊家村

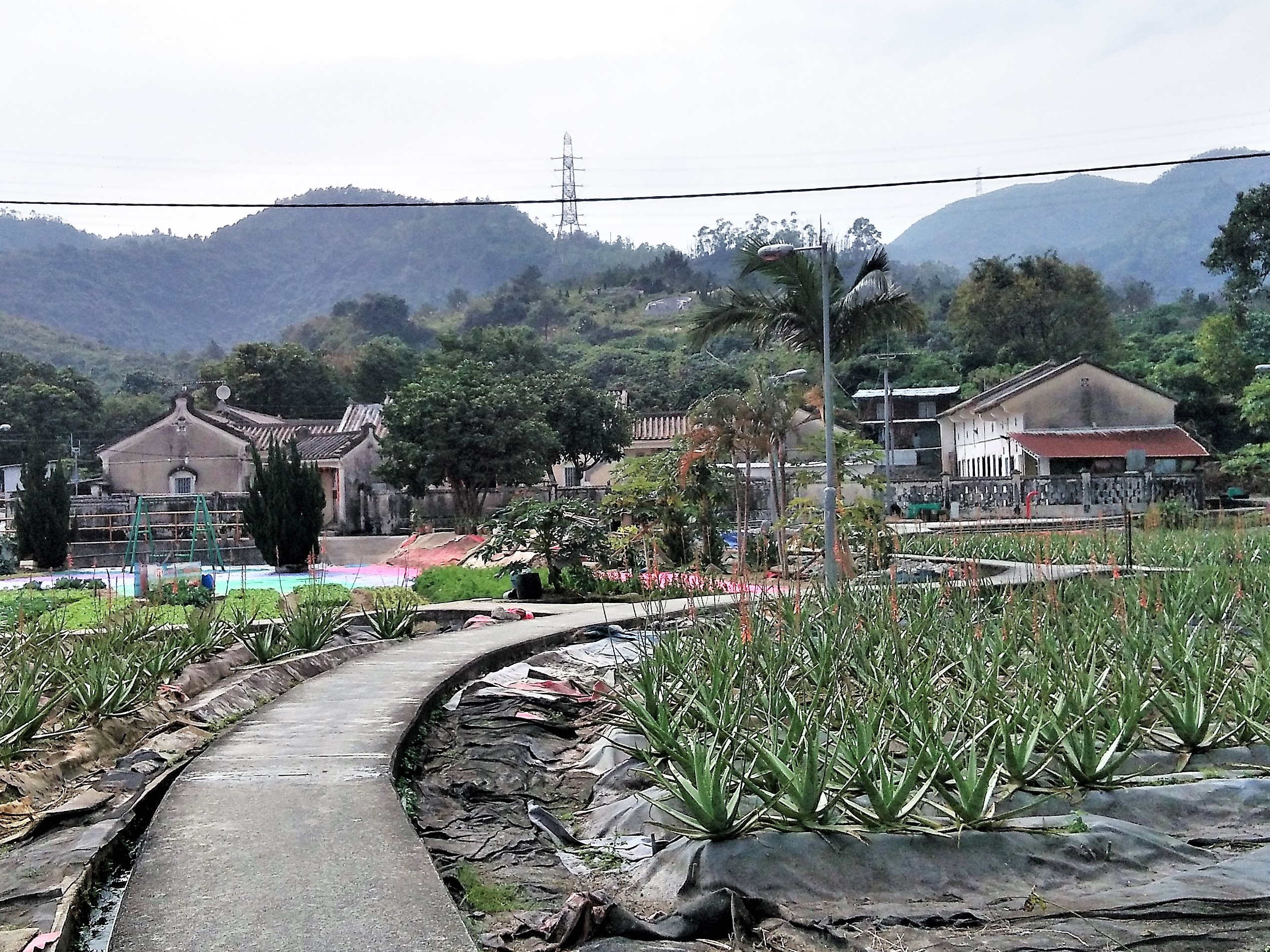
楊家村田中小徑

楊家村（英語：Yeung Ka Tsuen），位於香港新界元朗區十八鄉黃泥墩南面，是一條客家圍村。楊家村位置偏遠，並沒有車路到達，需要從僑興路末端走田中小徑進村。

## 歷史
楊家村背靠大欖山，以一座客家圍屋「適廬」為中心。適廬是一座二級歷史建築，建於 1936 年，由藉貫廣東梅縣的兩名印尼華僑兄弟楊衛南及楊竹南擁有。
楊家村建築物屬典型客家圍龍屋，佈局兩堂兩橫。大宅「適廬」位於正中間，主廳設有家祠「敦敬堂」。楊家村右堂之對聯為「適居鄰里仁為美、廬境人環治不孤」、左堂之對聯為「適居新界疑華界、廬結他鄉倣故鄉」。正門的橫匾上寫著「楊家村」，有一幅對聯「楊開晉代，家派梅州」。楊家村正門與主樓並不是呈水平方向，而是特意扭向東北面，即面向梅縣的方向。
香港日佔時期，楊屋村是東江游擊隊其中一個根據地。楊屋村位處是游擊隊「西路交通線」其一個重要的中轉站，曾協助茅盾、葉以群、戈寶權等中國文化界人士逃離日軍。作家茅盾在《脫險雜記》中記述：「1942年1月9日，茅盾夫婦等人被游擊隊帶到皇后大道東的臨時集中點，扮成難民模樣，通過日軍檢查站，在夜幕掩護下登上停靠在避風塘的駁船，與鄒韜奮等人會合。10日凌晨，他們分乘3艘小艇迅速沖向九龍，並在油麻地佐敦休息。11日和12日，他們經荃灣，到元朗十八鄉的適廬歇息一晚，再渡過深圳河。」
1942年夏天，日軍接報前來掃蕩，游擊隊聞訊迅速攜同槍械撤離至適廬後的擔柴山藏匿起來。日軍搜尋遊擊隊未果，便把楊竹南押走囚禁一個多月，日軍對其施以酷刑，企圖逼他供出游擊隊情報。楊竹南堅決不從，堅稱不知情，日軍最後只好將他釋放。
時至今天，楊竹南已舉家搬回印尼僑居，直到終老。而楊衛南的後人則仍居於楊家村。